# Dance of Death
Dance of Death trinaesti je studijski album britanskog heavy metal sastava Iron Maiden. Album je objavljen 2003. godine. 
Na ovom se albumu Nicko McBrain po prvi puta okušao kao tekstopisac i to na pjesmi "New Frontier", također po prvi puta su svi članovi grupe sudjelovali u pisanju pjesama.

## Popis pjesama
| 1.    | »Wildest Dreams«    | Adrian Smith, Steve Harris           | 3:52 |
| 2.    | »Rainmaker«         | Dave Murray, Harris, Bruce Dickinson | 3:48 |
| 3.    | »No More Lies«      | Harris                               | 7:21 |
| 4.    | »Montségur«         | Janick Gers, Harris, Dickinson       | 5:50 |
| 5.    | »Dance of Death«    | Gers, Harris                         | 8:36 |
| 6.    | »Gates of Tomorrow« | Gers, Harris, Dickinson              | 5:12 |
| 7.    | »New Frontier«      | Nicko McBrain, Smith, Dickinson      | 5:04 |
| 8.    | »Paschendale«       | Smith, Harris                        | 8:27 |
| 9.    | »Face in the Sand«  | Smith, Harris, Dickinson             | 6:31 |
| 10.   | »Age of Innocence«  | Murray, Harris                       | 6:10 |
| 11.   | »Journeyman«        | Smith, Harris, Dickinson             | 7:06 |
| 67:57 |                     |                                      |      |

## Osoblje
- Bruce Dickinson – vokal
- Dave Murray – gitara
- Janick Gers – gitara
- Adrian Smith – gitara, prateći vokali
- Steve Harris – bas-gitara, prateći vokali
- Nicko McBrain – bubnjevi